# مارژان‌گولوو
مارژان‌گولوو (انگلیسی: Marzhangulovo) یک شهرک در شهرستان دووانسکی در استان باشقیرستان کشور روسیه است.